# 马山街道 (烟台市)
马山街道，是中华人民共和国山東省烟台市莱山区下辖的一个乡镇级行政单位。

## 行政区划
马山街道下辖以下地区：
草埠村、小山后村、新天堡村、曲家洼村、望杆墩村、郭家屯村、刘家埠村、辛安村、日头泊村、岳家庄村、王家沙子村、辉石埠村、西谭家泊村、马山村、南寨村、北寨村、东泊子村、西泊子村、东谭家泊村、北沙子村和南沙子村。